# Екулізумаб
Екулізумаб (англ. Eculizumab) — гуманізоване (від миші) моноклональне антитіло до білка C5, який застосовується в лікуванні пароксизмальної нічної гемоглобінурії, атипового гемолітико-уремічного синдрому та оптиконейромієліту. Екулізумаб застосовується внутрішньовенно. Екулізумаб розроблений компанією «Alexion Pharmaceuticals», яка володіла ексклюзивним патентом на препарат до 2017 року. Екулізумаб застосовується у клінічній практиці з 2007 року, та деякий час вважався найдорожчим лікарським препаратом у світі.

## Фармакологічні властивості
Екулізумаб — напівсинтетичний лікарський препарат, який є гуманізованим (від миші) моноклональним антитілом до білка C5, який є одним із факторів системи комплементу. Механізм дії препарату полягає у пригніченні екулізумабом термінальної активності комплементу шляхом блокування розщеплення компоненту С5 на С5а та С5b, та утворення термінального комплексу комплементу С5b-9. Унаслідок цього відновлюється регуляція активності комплементу в крові, та попереджується внутрішньосудинний гемоліз у хворих пароксизмальною нічною гемоглобінурією. При атиповому гемолітико-уремічному синдромі екулізумаб попереджує розвиток тромботичної ангіопатії, зумовленої підвищеною активністю комплемента. У 2019 році екулізумаб також отримав схвалення для лікування оптиконейромієліту у дорослих хворих, у яких виявлені антитіла до аквапорину-4. Хоча побічним ефектом зниження активності комплементу є підвищений ризик розвитку інкапсульованої бактеріальної інфекції, зокрема менінгококової інфекції, проте препарат підтримує достатній рівень вмісту ранніх продуктів активації комплементу, необхідних для опсонізації бактерій та виведення імунних комплексів.

### Фармакокінетика
Екулізумаб повільно всмоктується та розподіляється в організмі після внутрішньовенного введення. Препарат проникає через плацентарний бар'єр та виділяєтьсяв грудне молоко. Метаболізується препарат у клітинах ретикулоендотеліальної системи під дією ферментів лізосом. Виводиться екулізумаб з організму у вигляді метаболітів переважно з сечею. Період напівведення екулізумабу у середньому становить 11 діб, коливається від 8 до 15 діб.

## Показання до застосування
Екулізумаб застосовується для лікування пароксизмальної нічної гемоглобінурії, атипового гемолітико-уремічного синдрому та оптиконейромієліту.

## Побічна дія
При застосуванні екулізумабу найчастішими побічними ефектами є інфекції верхніх дихальних шляхів, нежить, діарея, біль у спині та суглобах, запаморочення, біль у горлі. Характерним побічним ефектом препарату є також ризик розвитку інкапсульованої бактеріальної інфекції, зокрема менінгококової інфекції. Іншими побічними ефектами препарату є:
- З боку шкірних покривів та алергічні реакції — шкірний висип, свербіж шкіри, гарячка, алопеція, сухість шкіри або гіпергідроз, петехії, зміна пігментації шкіри, шкірні алергічні реакції.
- З боку травної системи — запор, нудота, блювання, біль у животі, метеоризм, диспепсія, гастроезофагеальний рефлюкс, біль у яснах, жовтяниця, зниження апетиту.
- З боку нервової системи — часто головний біль, порушення смаку, парестезії, втрати свідомості, тинітус, подразнення кон'юнктиви, погіршення зору.
- З боку дихальної системи — кашель, біль у гортані та глотці, біль у грудній клітці, набряк слизової оболонки носа, кровохаркання, виділення з носа.
- З боку опорно-рухового апарату — біль у суглобах, біль у спині, біль у шиї, біль у м'язах, біль у кінцівках, набряк суглобів, біль у кістках, тризм м'язів, спазми м'язів.
- З боку сечостатевої системи — спонтанна ерекція, порушення менструального циклу.
- Інфекційні ускладнення — інфекції верхніх і нижніх дихальних шляхів, грипоподібний синдром, інфекції сечовивідних шляхів, синусит, інфекції зубів, герпетичне ураження слизової оболонки рота, грибкові інфекції, абсцеси та інші бактеріальні ураження шкіри та підшкірної клітковини, сепсис.
- Інші побічні ефекти — тахікардія, приливи крові, зниження артеріального тиску, гіпертиреоз, набряки, реакції в місці введення препарату, підвищення активності ферментів печінки.

## Протипоказання
Екулізумаб протипоказаний при активній інфекції або при активному бактеріоносійству менінгококів, при годуванні грудьми. З обережністю препарат застосовується при інших активних інфекціях, порушеннях функції печінки або нирок, при вагітності.

## Форми випуску
Екулізумаб випускається у вигляді концентрату розчину для інфузій у флаконах із вмістом діючої речовини 10 мг/мл по 30 мл.

## Експериментальне застосування
У березні 2020 року повідомлено, що проводяться клінічні дослідження щодо ефективності екулізумабу при коронавірусній хворобі 2019.